# Carlos Medinaceli Quintana (escritor)
Carlos Medinaceli Quintana (Sucre, 30 de enero de 1898 - La Paz, 12 de mayo de 1949) fue un escritor y crítico literario boliviano. Fundador del movimiento cultural Gesta Bárbara.Fue tataranieto del héroe de la batalla de Tumusla el militar Carlos Medinaceli Lizarazu.

## Biografía
Estudió la secundaria en el Colegio Nacional Pichincha y derecho en la Universidad Autónoma Tomás Frías de Potosí, y fue profesor en esta ciudad y La Paz. Su hermano menor, Emilio (1920), fue poeta y educador.
Fue uno de los fundadores junto a Gamaliel Churata, en 1918, del grupo y revista potosina Gesta Bárbara, que agrupó a buena parte de los integrantes de su generación y desde la que ejerció un importante liderazgo crítico, así como también de los periódicos El Diario, La Propaganda, La Razón y La Democracia de Potosí.
Se dio a conocer en su juventud como poeta modernista, pero, a partir de 1921, no volvió a cultivar este género y se decantó luego por la crítica literaria en obras como Estudios críticos (1938) y La educación del gusto estético (1942), que denotan su vasta formación humanista, su aguda capacidad de observación y su interés por la literatura indigenista.
En 1947 publicó su célebre novela La chaskañawi (la de los ojos de estrella), que aborda uno de los temas más caros a la corriente indigenista hispanoamericana: el encholamiento. Adolfo Reyes, un señorito perteneciente a la poderosa oligarquía terrateniente, regresa a San Javier de la Chirca para acompañar a su madre, que acaba de enviudar. Allí cae rendidamente enamorado de Claudina, una bellísima chola que regenta una chichería (o despacho de bebidas alcohólicas como la chicha) en la que son frecuentes las fiestas y los escarceos eróticos. El contraste entre la vida de los indios y la de los blancos, el ambiente libertino y marginal de las chicherías, el mestizaje y la decadencia de la oligarquía terrateniente son temas destacados de la obra. Aunque vio la luz solo dos años antes de su muerte, fue escrita a finales de los años 1920, en el transcurso de una crisis del autor "que acentuó el contraste entre la plenitud que iban cobrando sus protagonistas y su propio vacío existencial". Esta obra sería llevada al cine con el mismo nombre por los hermanos José y Hugo Cuellar Urizar, bolivianos residentes en el Brasil, y estrenada en 1976.
Muchos de sus ensayos y artículos quedaron dispersos en multitud de periódicos y revistas, o editados solamente en cortas tiradas condenadas a una inmediata desaparición. En 1955, su amigo Armando Alba dio a la imprenta Páginas de vida. Constantemente reivindicado desde entonces, gran parte de sus obras se recuperaron y publicaron a partir de esa fecha.
Incursionó en la política como senador entre 1936 y 1939.

## Obras
- Estudios críticos, Charcas, Sucre, (1938)
- La educación del gusto estético, Universidad Mayor de San Xavier, Sucre, (1942)
- La chaskañawi, Fundación Universitaria Simón I. Patiño, Buenos Aires, 1947
- Adela, Fénix, La Paz, 1955
- Páginas de vida, Colección de Cultura Boliviana, Potosí, 1955
- Diálogos. Cuentos de mi paisaje, Universo, La Paz, 1963
- Medinaceli escoge. Antología, Los Amigos del Libro, Cochabamba/La Paz, 1967
- Apuntes sobre el arte de la biografía, Camarlinghi, La Paz, 1968
- La inactualidad de Alcides Arguedas, Los Amigos del Libro, Cochabamba/La Paz, 1972
- El huayralevismo, Los Amigos del Libro, Cochabamba/La Paz, 1972
- La reivindicación de la cultura americana, Los Amigos del Libro, Cochabamba/La Paz, 1975
- Chaupi Punchaypi Tutayarka, Los Amigos del libro, Cochabamba/La Paz, 1978
- La alegría de vivir, COMSUR, La Paz, 1988
- Ensayos reunidos (1915-1930), carrera de Literatura UMSA, La Paz, 2021